# GAP (컴퓨터 대수학 시스템)
GAP(군, 알고리즘 그리고 프로그래밍)은 특히 계산군론에 중점을 둔 계산 이산 대수학을 위한 컴퓨터 대수학 시스템이다.

## 역사
GAP는 독일의 아헨 공과대학교의 Lehrstuhl D für Mathematik (LDFM)에서 1986년부터 1997년까지 개발되었다. J. Neubüser가 LDFM의 의장에서 은퇴한 뒤, GAP의 개발과 유지는 스코틀랜드의 세인트앤드루스 대학교의 수리과학과와 계산과학과와 연합하였다. 2005년 여름의 연합은 세인트앤드루스 대학교, 아헨 공과대학교, 브라운슈바이크 공과대학교, 그리고 포트콜린스의 콜로라도 주립 대학교에 위치한 네 'GAP Centres'의 공동 조합으로 이전되었다.

## 배포
패키지(사용자 기여 프로그램의 모음), 데이터 라이브러리(작은 군의 목록을 포함) 그리고 매뉴얼을 포함하는 GAP와 그 소스는 "카피레프트" 조건에 종속되어 무료로 배포 되었다. GAP는 윈도우에서 어떤 유닉스 시스템과, 매킨토시 시스템에서 작동한다. 표준 배포는 300 MB (패키지를 로드 할 경우에는 약 400 MB)가 필요하다. GAP를 실행시키기 위해서, RAM 128 MB면 충분하다.
사용자 기여 패키지는 많은 기능을 추가하는 시스템의 중요한 형태이다. GAP는 패키지 저자에게 이 패키지를 최종 패키지의 질을 크게 증가시키고, 그 저자의 학술지와 비슷한 인식을 제공하게 하는 동료평가의 처리에 전송할 기회를 제공한다. 2006년 08월 기준, GAP와 같이 배포된 패키지가 58개가 있고, 대략 35개가 이 과정을 거쳤다.
인터페이스는 GAP 내에서 SINGULAR 컴퓨터 대수학 시스템을 사용하는 것이 가능하다. GAP은 또한 수학 소프트웨어 시스템 SageMath를 포함한다.

## 샘플 세션
```
gap>
 
G:=SmallGroup(8,1);
 
# Set G to be a group of order 8.

<pc group of size 8 with 3 generators>

gap>
 
i:=IsomorphismPermGroup(G);
 
# Find an isomorphism from G to a group of permutations

<action isomorphism>

gap>
 
Image(i,G);
 
# The image of G under I - these are the generators of im G.

Group([ (1,5,3,7,2,6,4,8), (1,3,2,4)(5,7,6,8), (1,2)(3,4)(5,6)(7,8) ])

gap>
 
Elements(Image(i,G));
 
# All the elements of im G.

[ (), (1,2)(3,4)(5,6)(7,8), (1,3,2,4)(5,7,6,8), (1,4,2,3)(5,8,6,7),
   (1,5,3,7,2,6,4,8), (1,6,3,8,2,5,4,7), (1,7,4,5,2,8,3,6), (1,8,4,6,2,7,3,5) ]
```

## 같이 보기
- 컴퓨터 대수학 시스템의 비교